# Jan Andersson (żużlowiec)
Jan Andersson (ur. 7 maja 1955 w Alingsås) – szwedzki żużlowiec, brat Björna Anderssona, również żużlowca.
Pierwszy złoty medal mistrzostw Szwecji na żużlu wywalczył w roku 1974, zwyciężając w Gislaved w mistrzostwach kraju juniorów. Od połowy lat 70. do końca 80. należał do ścisłej czołówki szwedzkich żużlowców, zdobywając 9 medali w mistrzostwach kraju seniorów: 4 złote (1979, 1980, 1981, 1984), 3 srebrne (1983, 1986, 1987) i 2 brązowe (1982, 1985). W okresie tym należał do szerokiej światowej czołówki, sześciokrotnie występując w finałach indywidualnych mistrzostw świata. Do siódmego finału IMŚ zakwalifikował się w roku 1986, ale w turnieju rozegranym w Chorzowie był zawodnikiem rezerwowym i ani razu nie pojawił się na torze. Pięciokrotnie reprezentował Szwecję w finałowych turniejach o mistrzostwo świata par oraz trzykrotnie o drużynowe mistrzostwo świata.
Po zakończeniu kariery zawodniczej zajął się tuningiem motocykli żużlowych, m.in. w roku 2006 był mechanikiem polskiej reprezentacji podczas drużynowego Pucharu Świata w Reading.

## Osiągnięcia
Indywidualne mistrzostwa świata
- 1978 –  Londyn – 14. miejsce – 3 pkt → wyniki
- 1980 –  Göteborg – 4. miejsce – 11 pkt → wyniki
- 1981 –  Londyn – 6. miejsce – 9 pkt → wyniki
- 1982 –  Los Angeles – 8. miejsce – 8 pkt → wyniki
- 1984 –  Göteborg – 10. miejsce – 6 pkt → wyniki
- 1985 –  Bradford – 10. miejsce – 7 pkt → wyniki
- 1986 –  Chorzów – jako rezerwowy – nie startował → wyniki

Drużynowe mistrzostwa świata
- 1983 –  Londyn – 4. miejsce – 2 pkt → wyniki
- 1985 –  Long Beach – 4. miejsce – 5 pkt → wyniki
- 1986 –  Göteborg,  Vojens,  Bradford – 4. miejsce – 28 pkt → wyniki

Mistrzostwa świata par
- 1978 –  Chorzów – 7. miejsce – 10 pkt → wyniki
- 1980 –  Krško – 4. miejsce – 9 pkt → wyniki
- 1983 –  Göteborg – 5. miejsce – 12 pkt → wyniki
- 1985 –  Rybnik – 5. miejsce – 10 pkt → wyniki
- 1986 –  Pocking – 4. miejsce – 17 pkt → wyniki

Indywidualne mistrzostwa Szwecji
- 1975 – Göteborg – 6. miejsce – 8 pkt → wyniki
- 1976 – Vetlanda – 5. miejsce – 11 pkt → wyniki
- 1977 – Kumla – 6. miejsce – 10 pkt → wyniki
- 1978 – Eskilstuna – 4. miejsce – 12+2 pkt → wyniki
- 1979 – Kumla – 1. miejsce – 15 pkt → wyniki
- 1980 – Eskilstuna – 1. miejsce – 13+2 pkt → wyniki
- 1981 – Vetlanda – 1. miejsce – 15 pkt → wyniki
- 1982 – Eskilstuna – 3. miejsce – 12 pkt → wyniki
- 1983 – Mariestad – 2. miejsce – 14 pkt → wyniki
- 1984 – Karlstad – 1. miejsce – 14 pkt → wyniki
- 1985 – Målilla – 3. miejsce – 11+ pkt → wyniki
- 1986 – Norrköping – 2. miejsce – 13 pkt → wyniki
- 1987 – Göteborg – 2. miejsce – 13 pkt → wyniki
- 1989 – Eskilstuna – 9. miejsce – 7 pkt → wyniki
- 1990 – Sztokholm – 7. miejsce – 8 pkt → wyniki

Młodzieżowe indywidualne mistrzostwa Szwecji
- 1974 – Gislaved – 1. miejsce – 15 pkt → wyniki